# Wallabys

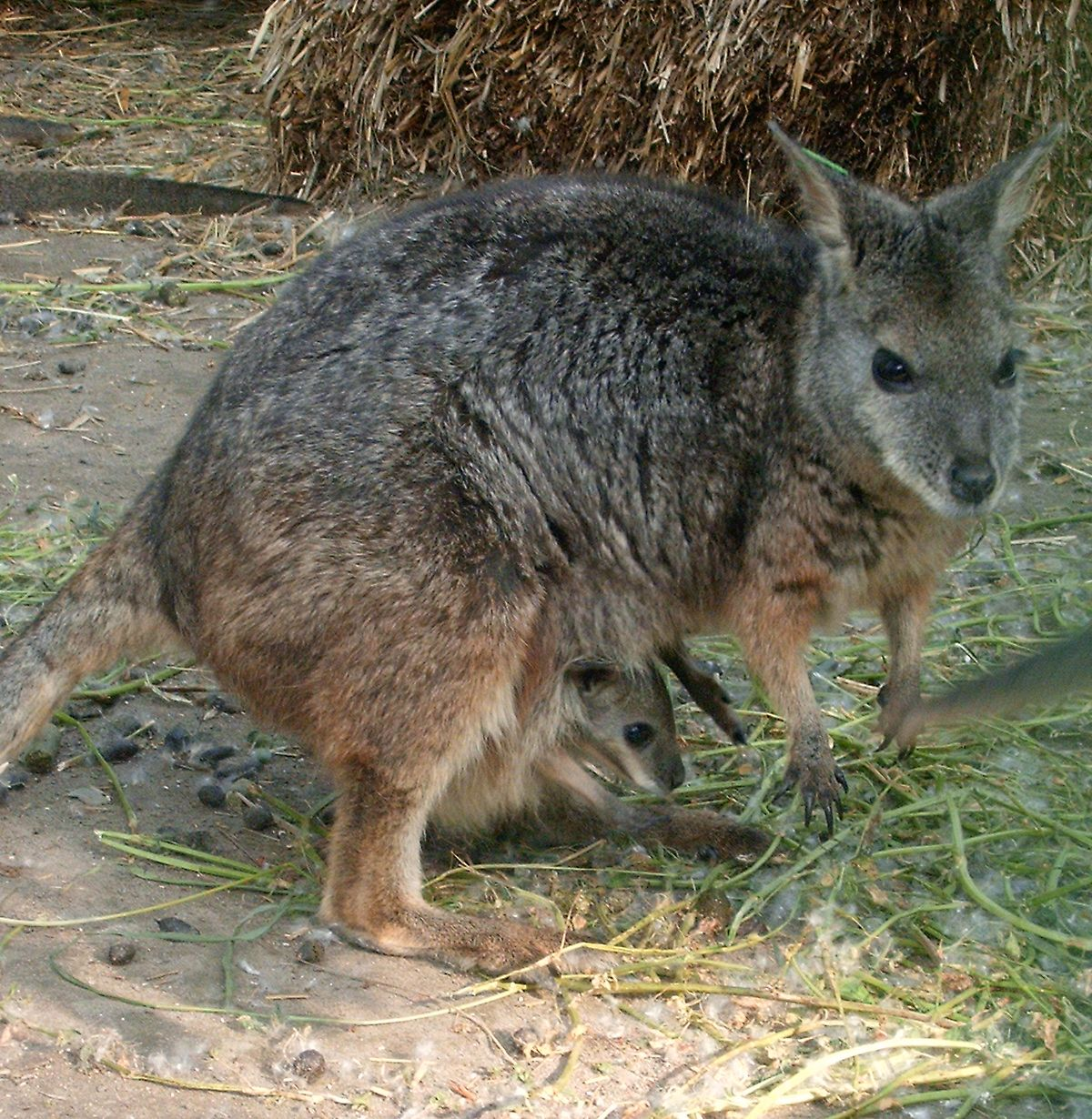
Das Derbywallaby ist das kleinste Wallaby.

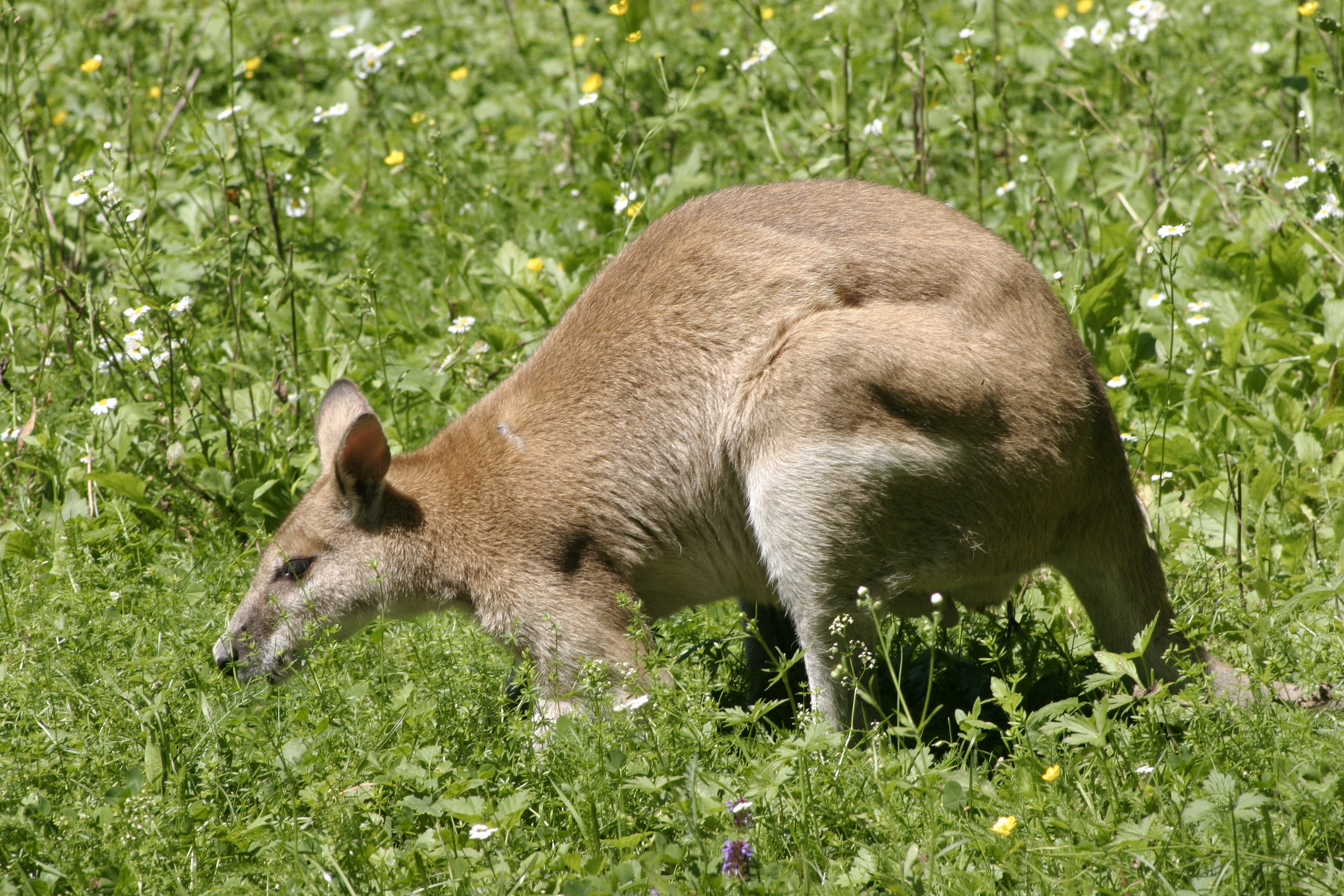
Das Flinkwallaby ist das größte Wallaby.

Die Wallabys (Notamacropus) sind eine Gattung aus der Familie der Kängurus (Macropodidae) mit acht Arten. Oft werden, wie auch im Englischen, weitere kleine Känguruarten wie Hasenkängurus, Nagelkängurus, Buschkängurus, Filander und Felskängurus als Wallabys bezeichnet. Hier geht es jedoch ausschließlich um die Gattung Notamacropus.

## Beschreibung
Wallabys erreichen durchschnittlich eine Kopf-Rumpf-Länge von 70 bis 80 Zentimetern, eine Schwanzlänge von 60 bis 70 Zentimetern und ein Gewicht von rund 12 bis 20 Kilogramm, wobei die Männchen deutlich schwerer werden als die Weibchen. Zwei Arten, das Derby- und das Parmawallaby, sind jedoch deutlich kleiner und leichter. Das Fell ist meist braun oder grau gefärbt, bei einigen Arten sind Streifen am Rücken oder im Gesicht oder andere Musterungen vorhanden. Wie bei den meisten Kängurus sind die Hinterbeine deutlich länger und kräftiger als die Vorderbeine. Der lange, muskulöse Schwanz dient bei den weiten Sprüngen dazu, das Gleichgewicht zu halten, beim Grasen wird er als Stütze eingesetzt.

## Verbreitung und Lebensraum
Wallabys bewohnen die nördlichen, östlichen und südlichen Küstenregionen Australiens. Eine Art, das Flinkwallaby, kommt darüber hinaus auch auf Neuguinea vor. Aufgrund ihrer geringen Körpergröße bewohnen sie eher buschbestandenes und bewaldetes Gebiet als die großen Arten.
Inzwischen gibt es im Forêt de Rambouillet, einem Wald der die Stadt Rambouillet umgibt, eine Wallabypopulation in freier Wildbahn in Europa. Die Tiere entkamen aus einem Tierpark bei Emancé und haben sich seit den 1970er-Jahren verbreitet. Die Population umfasst zwischen 100 und 150 Tieren. Sie wird zurzeit vom Centre d’études de Rambouillet et de sa forêt wissenschaftlich untersucht.
Ebenso existiert im Norden der Isle of Man in der Irischen See eine Population von ungefähr 560 (2023) Rotnackenwallabys. Diese stammen von Ausreißern des Curraghs Wildlife Parks, die in  den 1960er-Jahren entkommen konnten, unter anderem auch von Wanda, einem später zurückgekehrten Weibchen.
Eine weitere Population existiert auf der Insel Inchconnachan in  Loch Lomond in Schottland. Diese wurden in den 1940er-Jahren ausgesetzt und haben inzwischen dort eine stabile Population errichtet.

## Lebensweise
Die Lebensweise der Wallabys ist variabel. Generell sind sie jedoch eher dämmerungs- oder nachtaktiv und ruhen tagsüber. Neben einzelgängerischen Arten gibt es auch jene, die in Gruppen zusammenleben. Wie alle Kängurus sind sie Pflanzenfresser, die sich von Knospen, Farnen, Rinde, Gräsern, Kräutern und Blättern ernähren. Wenn es wenig regnet, kauen sie saftige Wurzeln gegen den Durst.

## Fortpflanzung
Die Fortpflanzung entspricht der der anderen Kängurus. Die Tragzeit beträgt 33 bis 38 Tage. Das blinde, taube und nackte Junge wiegt bei der Geburt weniger als 1 Gramm und hat noch unfertige Hinterbeine. Es kriecht ohne Hilfe der Mutter innerhalb weniger Minuten von der Geburtsöffnung in den Beutel und findet dort mittels seines Geruchs- und Tastsinnes eine der vier Zitzen. Daran saugt es sich für mehr als ein halbes Jahr fest. Auch die verzögerte Geburt der Kängurus lässt sich bei den Wallabys beobachten.

## Die Arten
Es werden acht Arten unterschieden:
- Das Flinkwallaby (Notamacropus agilis) ist das größte Wallaby und lebt in Gruppen.
- Das Rückenstreifenwallaby (Notamacropus dorsalis) ist durch einen schwarzen Rückenstreifen gekennzeichnet.
- Das Derbywallaby (Notamacropus eugenii) ist die kleinste Wallabyart. Sie bewohnt das südwestliche und südliche Australien.
- Das Östliche Irmawallaby (Notamacropus greyi), das früher im Südosten Australiens lebte, ist ausgestorben.
- Das Westliche Irmawallaby (Notamacropus irma) bewohnt den Südwesten Australiens.
- Das Parmawallaby (Notamacropus parma) galt schon als ausgestorben, bevor man Restbestände in Ostaustralien entdeckte.
- Das Hübschgesichtwallaby (Notamacropus parryi) ist an den weißen Gesichtsstreifen zu erkennen.
- Das Rotnacken- oder Bennettwallaby (Notamacropus rufogriseus) hat einen auffälligen roten Schulterbereich.

Das Sumpfwallaby (Wallabia bicolor) zählt hingegen nicht zu den Wallabys im eigentlichen Sinn, sondern wird in einer eigenen Gattung, Wallabia, geführt.

## Wallabys und Menschen
Zu den Hauptbedrohungen der Wallabys zählen die Zerstörung ihres Lebensraums durch Umwandlung in landwirtschaftlich genutzte Gebiete, die Nachstellung durch eingeschleppte Raubtiere wie den Rotfuchs und die Bejagung durch den Menschen. Früher wurden sie wegen ihres Fleisches und des Wallabyfells bejagt, heute ist diese Praxis stark limitiert und bei einigen Arten ganz verboten.
Eine Art, das Östliche Irmawallaby, ist ausgestorben, zwei weitere, das Parma- und das Derbywallaby, haben nur ein sehr eingeschränktes Verbreitungsgebiet, die übrigen fünf Arten sind noch relativ häufig.
Die Australische Rugby-Union-Nationalmannschaft wird auch „The Wallabies“ genannt und trägt das Tier im Wappen.
Während des Schafscherer-Streiks im Jahre 1891 wurde das in Australien bekannte Lied Freedom on the Wallaby getextet.
Wallabys wurden in Australien dabei beobachtet, Kornkreise in Opiumfelder zu treten. Im Zusammenhang mit dem Verzehr des Schlafmohns geraten sie in einen Rauschzustand und beginnen in den Feldern bis zur völligen Erschöpfung im Kreis zu laufen.